# Cybianthus jensonii
Cybianthus jensonii är en viveväxtart som beskrevs av J. J. Pipoly. Cybianthus jensonii ingår i släktet Cybianthus, och familjen viveväxter. Inga underarter finns listade i Catalogue of Life.